# نانسي دوسولت
نانسي دوسولت (بالإنجليزية: Nancy Dussault)‏ هي مغنية وممثلة أمريكية، ولدت في 30 يونيو 1936 في بينساكولا في الولايات المتحدة. من الجوائز التي نالتها جائزة المسرح العالمي سنة 1961.

## جوائز وترشيحات
جوائز
- جائزة المسرح العالمي (1961)

ترشيحات
- جائزة توني عن فئة أفضل ممثلة في مسرحية موسيقية [الإنجليزية]‏ (1965)

## وصلات خارجية
- نانسي دوسولت على موقع IMDb (الإنجليزية)
- نانسي دوسولت على موقع قاعدة بيانات برودواي على الإنترنت (الإنجليزية)
- نانسي دوسولت على موقع إن إن دي بي (الإنجليزية)
- نانسي دوسولت على موقع قاعدة بيانات الفيلم (الإنجليزية)